# Ronald Warisan
Ronald Warison (Wewak, 20 agosto 1989) è un calciatore papuano, portiere del Lae City.

## Carriera

### Club
Ha sempre giocato nel campionato di casa.

### Nazionale
Partecipa alla Coppa delle nazioni oceaniane 2016 con la propria Nazionale, arrendendosi solo alla Nuova Zelanda in finale.